# Bergrettungsdienst

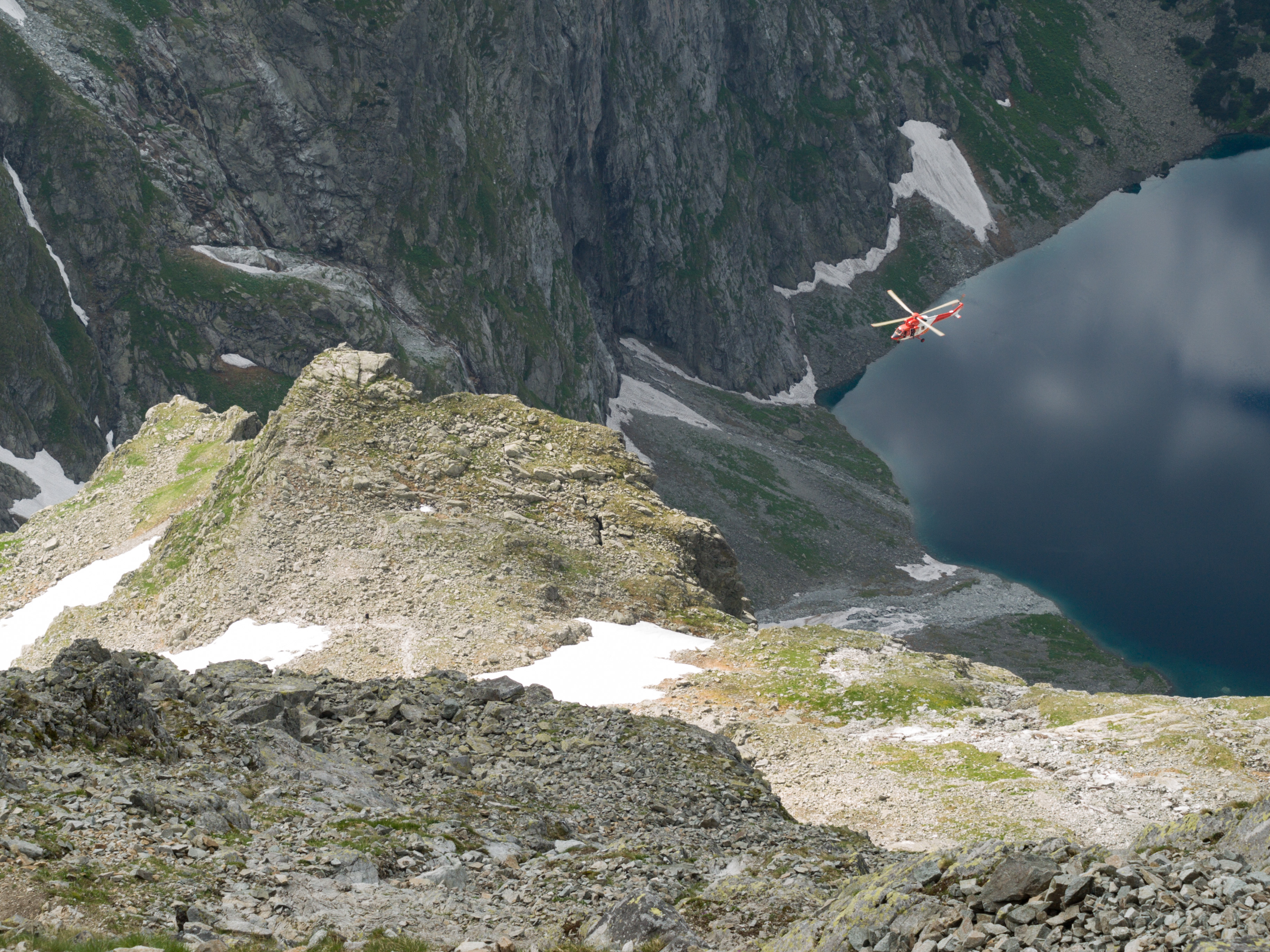
TOPR-Rettungshubschrauber

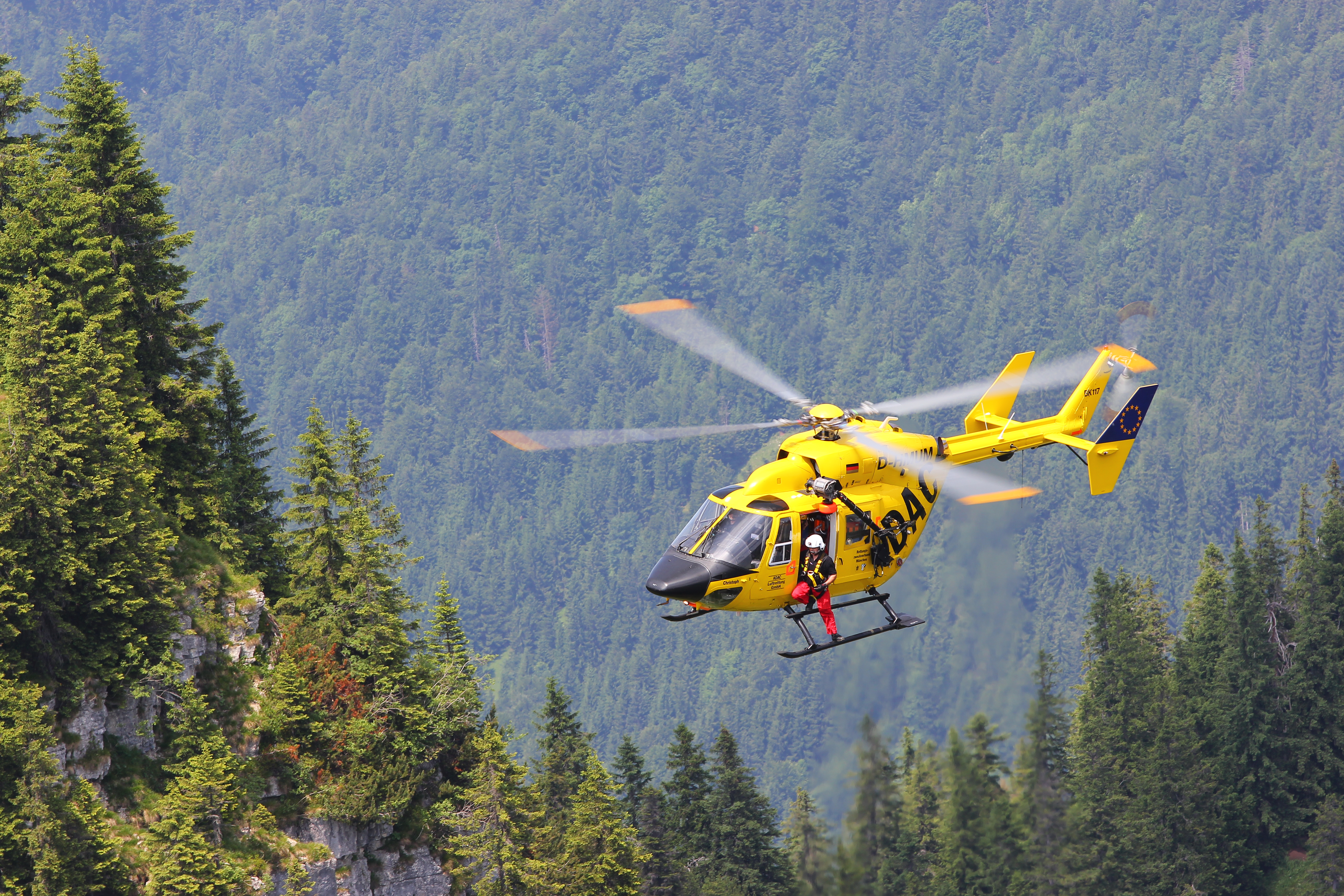
Rettungshubschrauber in den Alpen

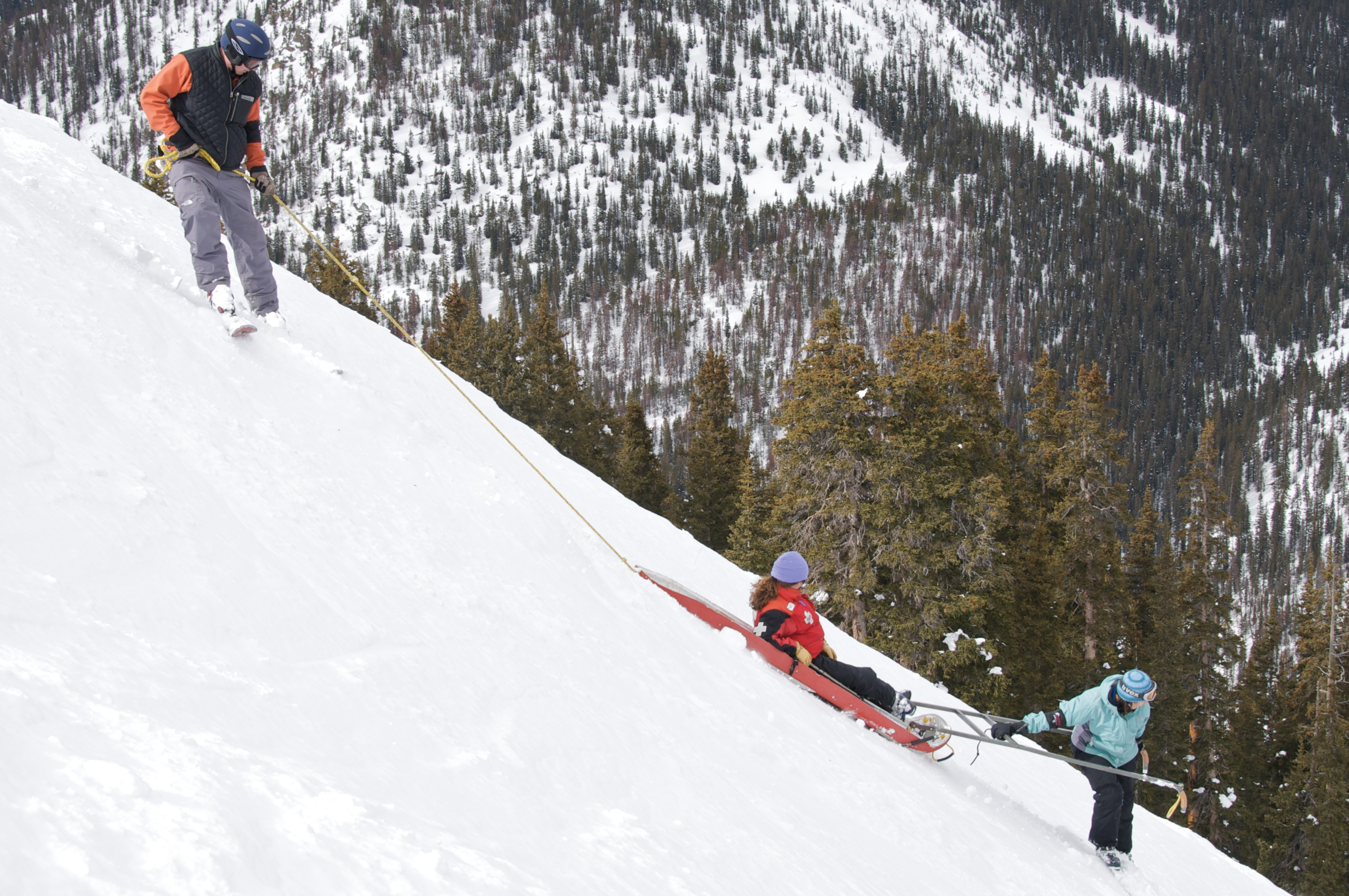
Gebirgstrage im Training

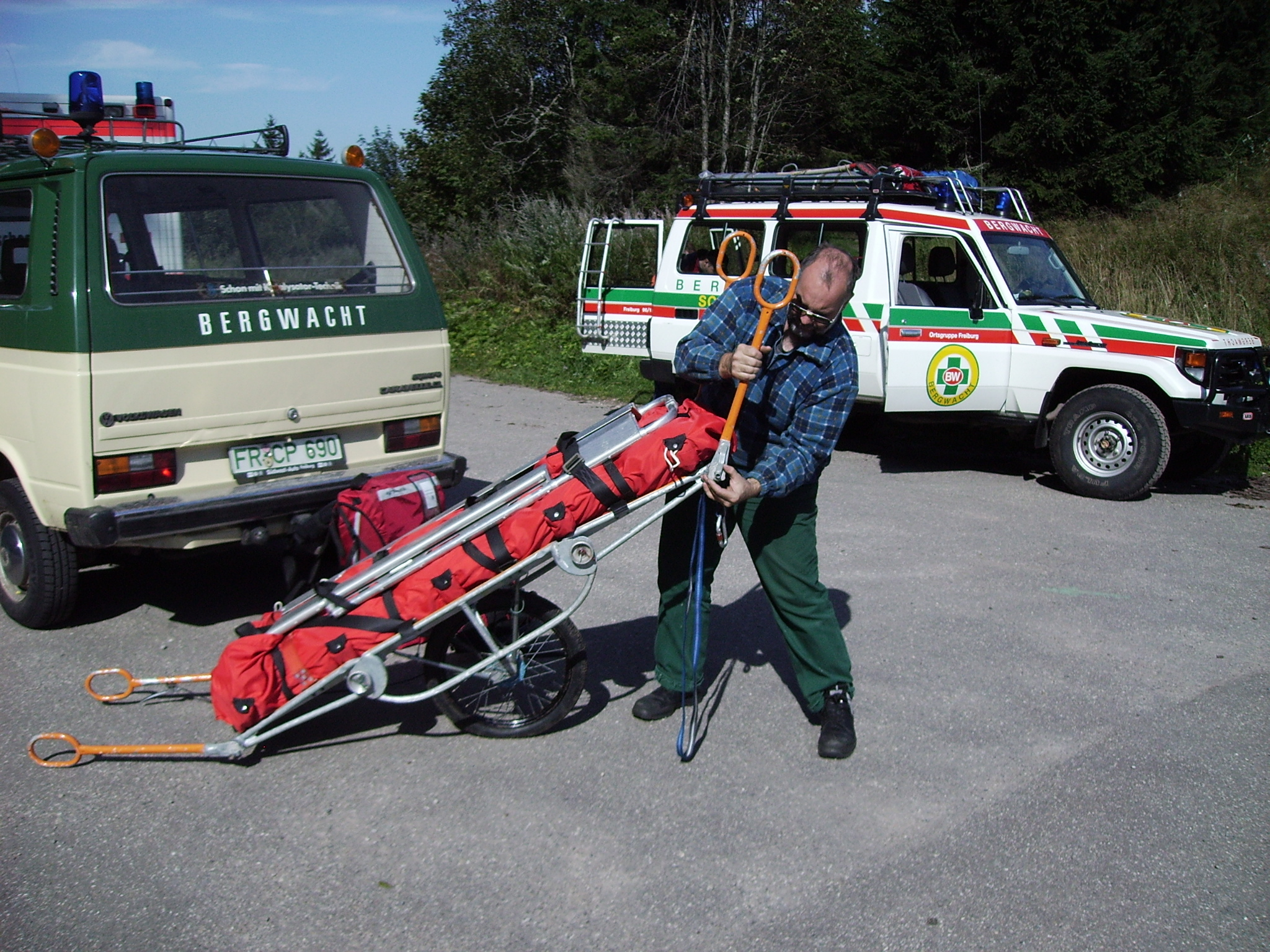
Typische im Bergrettungsdienst verwendete Gebirgstrage

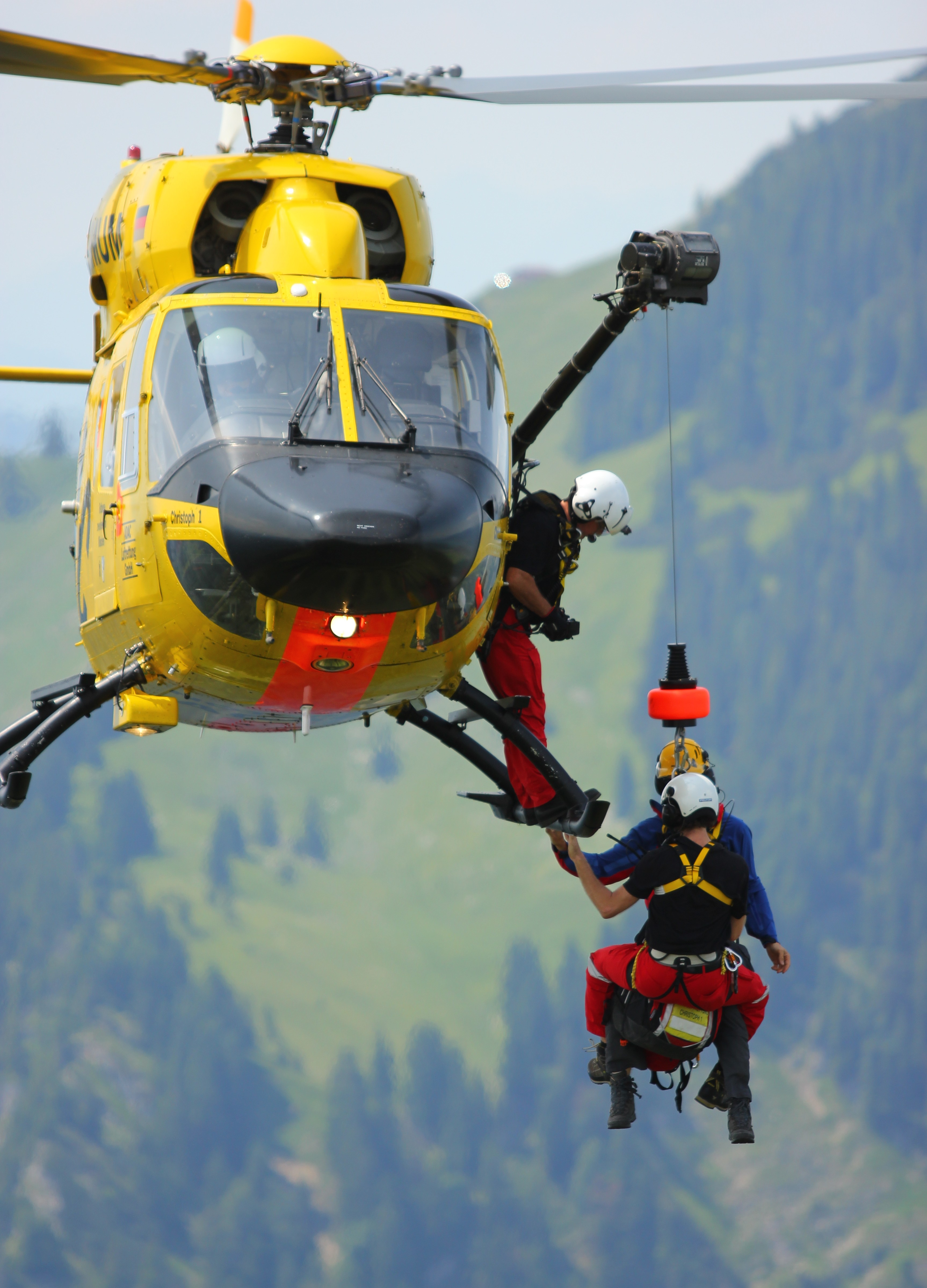
Bergrettung in den Alpen aus der Luft. Wenn eine Landung nicht möglich ist, wird eine Seilwinde eingesetzt.

Der Bergrettungsdienst (auch Bergwacht) ist eine spezialisierte Form des Rettungsdienstes im Gebirge, insbesondere in Österreich, der Schweiz, in Bayern, Südtirol sowie in den deutschen Mittelgebirgen.
Neben der rein medizinischen Rettung hat er zudem die Aufgabe, mittels spezieller Ausstattung, Fahrzeugen und Ausbildung der Einsatzkräfte Menschen aus akuter Bergnot zu retten oder zu bergen. Da es in den Bergen oft nicht möglich ist, über Notruf den Bergrettungsdienst zu alarmieren, gibt es das alpine Notsignal.

## Bergrettungsarten
- Die behelfsmäßige Bergrettung wird im Rahmen der Selbst- und Kameradenhilfe von den Begleitern der verunfallten Person und/oder weiteren zufällig anwesenden Personen unter Verwendung der mitgeführten Ausrüstung geleistet. Beispielhaft seien hier die behelfsmäßig hergestellte Seiltrage und der Seilsitz genannt. In manchen Gegenden sind auch Selbsthilfeboxen aufgestellt, die Tragen und Erste-Hilfe-Material enthalten.
- Die planmäßige Bergrettung ist genau organisiert und wird von ausgebildeten Kräften durchgeführt. Dabei kommen verschiedene Rettungsgeräte wie u. a. das Statikseil, die Gebirgstrage, der Akia und der Rettungshubschrauber zum Einsatz.

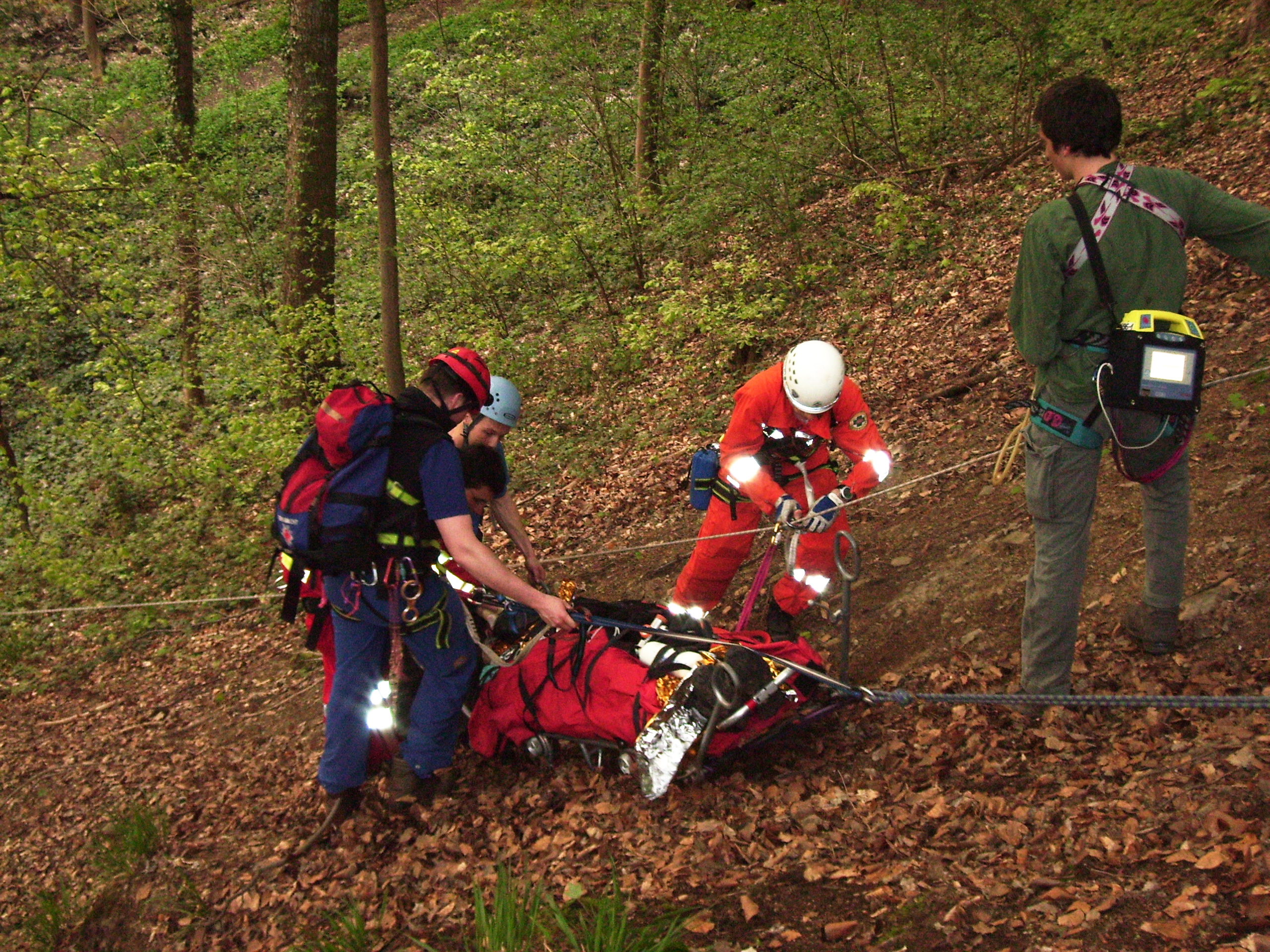
Abtransport eines Patienten (Übung)

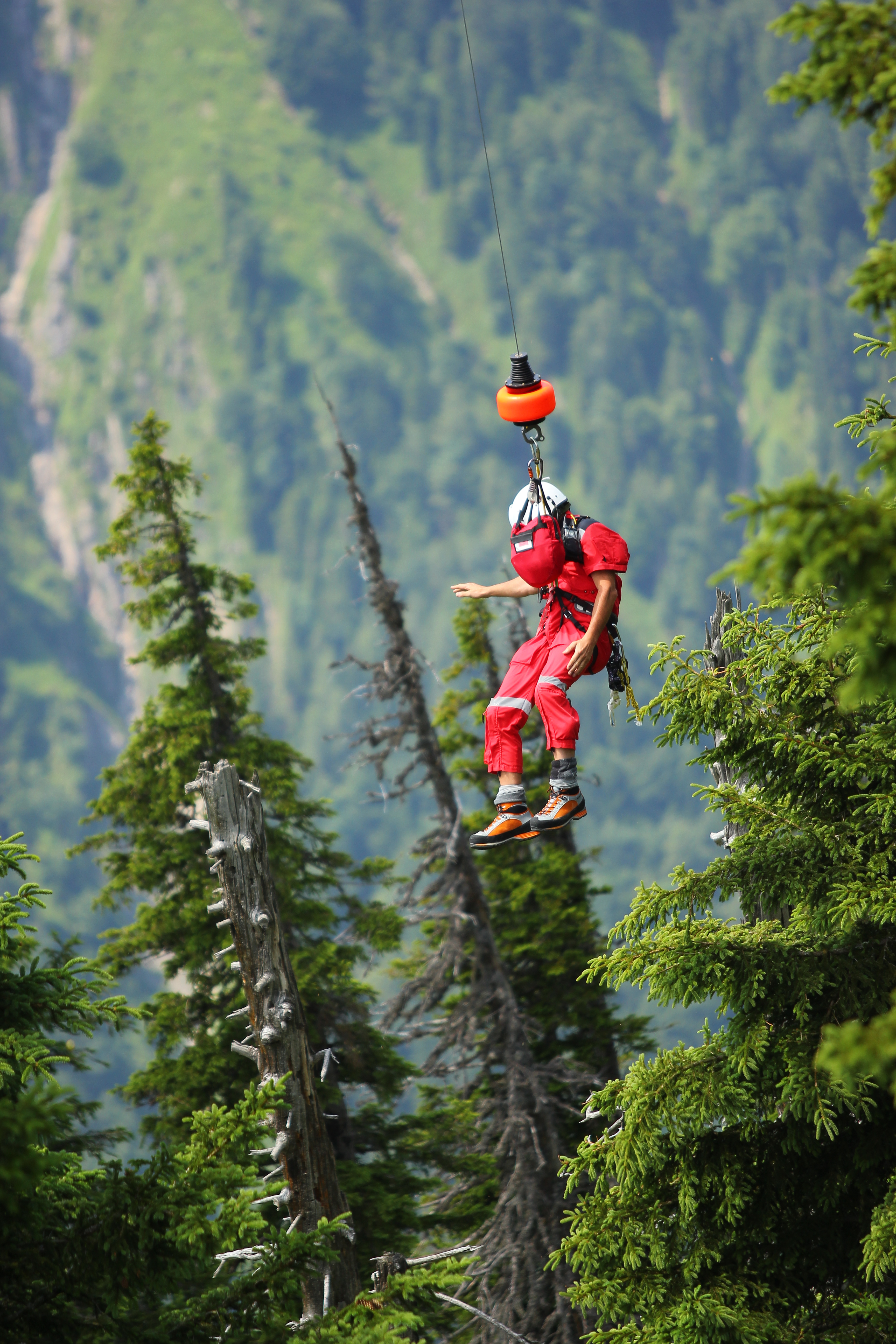
Abseilvorgang bei der Bergrettung per Rettungshubschrauber

## Bergrettungsdienste
| Land          | Zuständige Organisation(en) |
| ------------- | --- |
| Deutschland   | Bergwacht (weitere Hilfsorganisationen oder private Organisationen nach Landesrecht) |
| Österreich    | Österreichischer Bergrettungsdienst (ÖBRD oder OEBRD) |
| Schweiz       | Alpine Rettung Schweiz (Zusammenarbeit von SAC und Rega) |
| Liechtenstein | Liechtensteinische Bergrettung |
| Tschechien    | Bergrettungsdienst der Tschechischen Republik (Horská služba České republiky) |
| Frankreich    | Gendarmerie nationale (Peloton de gendarmerie de haute montagne), Compagnies Républicaines de Sécurité, Feuerwehr; Savoie: freiwillige Sociétés de secours en montagne                                                            |
| Italien       | Corpo Nazionale Soccorso Alpino e Speleologico (CNSAS) (dt. Nationales alpines und speläologisches Rettungskorps); Südtirol: Bergrettungsdienst im Alpenverein Südtirol Bergrettungsdienst der Guardia di Finanza (Finanzpolizei) |
| Polen         | Górskie Ochotnicze Pogotowie Ratunkowe (GOPR) (dt. Freiwilliger Bergrettungsdienst); Tatra: Tatrzańskie Ochotnicze Pogotowie Ratunkowe (TOPR) (Freiwilliger Rettungsdienst Tatra)                                                 |
| Slowakei      | Horská záchranná služba (HZS) (dt. Bergrettungsdienst) |
| Slowenien     | Gorska reševalna zveza Slovenije (GRZI) (dt. Bergrettungsverband Sloweniens) |
| Spanien       | Mallorca: Feuerwehr (Bombers del Consell de Mallorca), Landes-Polizei (Guardia Civil - G.R.E.I.M.) (Grupos de Rescate Especial de Intervención en Montaña, dt. Spezialrettungsgruppen für Einschreiten am Berg)                   |

In Deutschland sind 10 % der Bergretter weiblich, in Österreich 1,9 %.
Bergrettungsdienste sind staatenweise organisiert.
In Österreich gibt es Landesorganisationen für die Bundesländer. Im bergigen Gebiet bestehen kleinräumig Ortsstellen, die mit Kfz und Material die Einsatzbasen bilden. Geschulte aktive Mitglieder kommen auf Abruf rasch aus der Nähe zu einem Einsatz.
Bei größeren städtischen Feuerwehr gibt es überdies Spezialisten für Höhenrettung. Höhlenrettung und Wasserrettung sind weitere besondere Rettungsdienste die in den Bergen arbeiten.

## Geschichte
Von Hospizen auf Alpenpässen (u. a. Grosser St. Bernhard und Arlberg) wurden ab dem Mittelalter viele Pilger aus Bergnot bzw. anderen Notsituationen gerettet.
Der erste alpine Bergrettungsdienst war der „Alpine Rettungsausschuß Wien“, der im Jahre 1896 als Reaktion auf ein Lawinenunglück auf der Rax mit drei Todesopfern gegründet wurde. Schon der Ungarische Karpatenverein und die Galizische Tatra-Gesellschaft – beide gegründet 1873 – befassten sich mit der Bergrettung in der Hohen Tatra und gründeten 1892 bzw. 1909 jeweils eine eigene Sektion zur Bergrettung, die Vorgänger der heutigen slowakischen und polnischen Bergrettungsdienste Horská záchranná služba und TOPR.
Wichtige Rettungsmittel, v. a. Gebirgstrage, Akia und Stahlseilgerät, wurden zuerst während des Zweiten Weltkrieges von der Deutschen Wehrmacht entwickelt.

## IKAR
Die Internationale Kommission für alpines Rettungswesen (IKAR) (International commission for alpin rescue (ICAR)) mit Sitz in der Schweiz ist eine Arbeitsgemeinschaft der nationalen Bergrettungsorganisationen.
Die IKAR gliedert sich in die vier technischen Kommissionen:
- Bodenrettung
- Flugrettung
- Lawinenrettung
- Alpine Notfallmedizin

Nach einem bedeutenden Treffen von Bergrettern mehrerer Länder 1948 am Wilden Kaiser in Österreich wurde 1955 die IKAR mit Sitz in Bozen, Südtirol gegründet.